# Lino Dinetto
Lino Dinetto (* 1. September 1927 in Este, Venetien) ist ein italienischer Maler, Bildhauer und Zeichner.

## Leben
Dinetto begann, inspiriert von Claude Monet, bereits in jungen Jahren mit der Freilichtmalerei in seiner Heimatumgebung der Colli Euganei in der Provinz Vicenza in Italien. Mit 15 Jahren ging er nach Venedig und Mailand, um Kunst zu studieren und genoss eine klassische Kunstausbildung.
Er widmete sich unter anderem sehr intensiv der klassischen italienischen Renaissance, der altmeisterlichen Malerei und der detaillierten Analyse des menschlichen Körpers. Überaus begabt, beherrscht er zahlreiche Techniken.

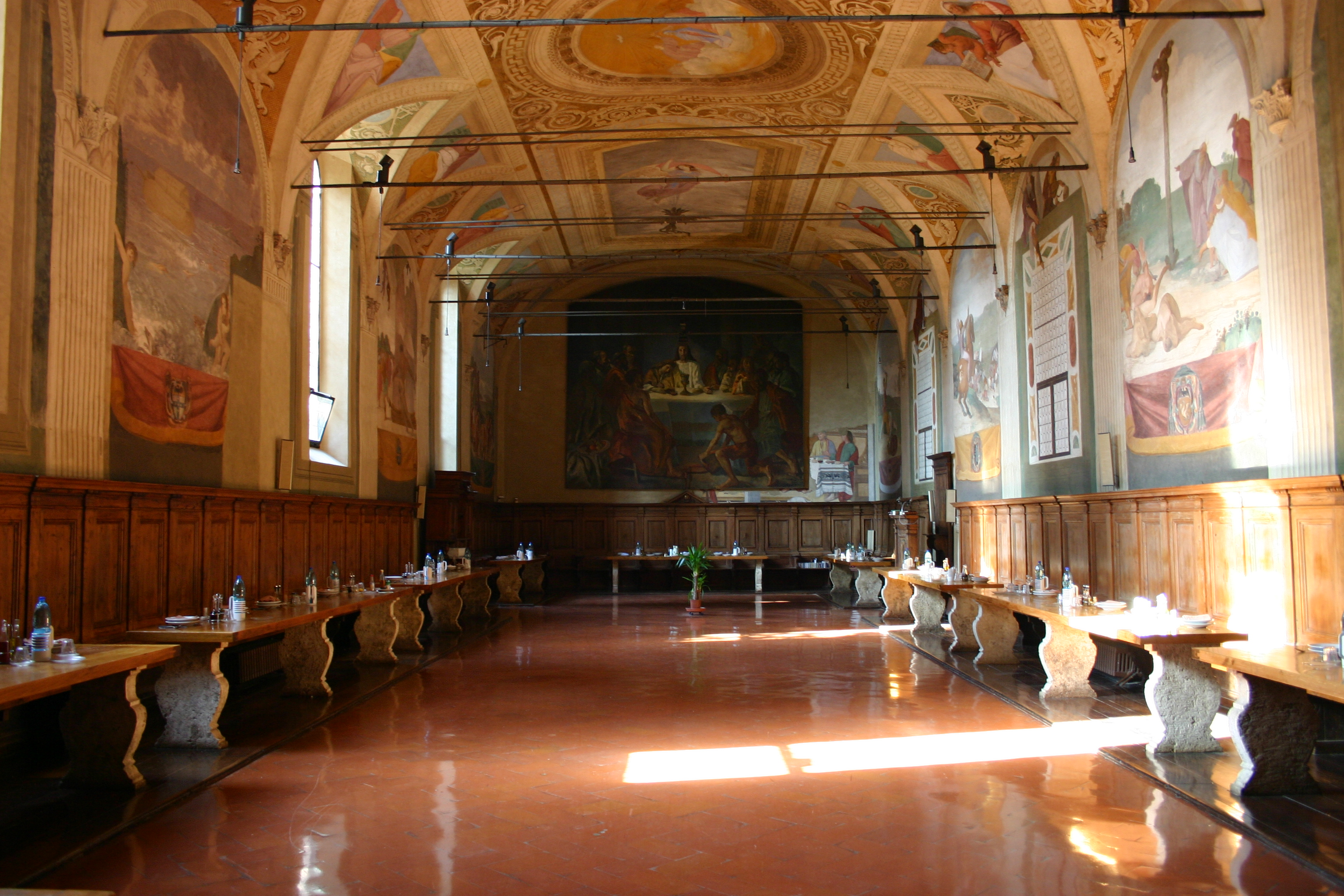
Refektorium der Abtei von Monte Oliveto Maggiore mit L’ultima cena

Persönliche Begegnungen und Gemeinschaftsarbeiten mit den beiden italienischen futuristischen Malern Carlo Carrà (1881–1966) und Mario Sironi (1885–1961) veranlassten Lino Dinetto zu einem Umdenken. Mit der Analyse des Metaphysischen begann ein neuer Abschnitt in seinem Leben. Er verlieh seinen Kunstwerken eine größere Aussagekraft, widmete sich stärker der Zusammensetzung der Elemente und der Harmonisierung der Farben. Er schuf riesige Ölgemälde und erhielt 1946 den Auftrag, in der Abtei von Monte Oliveto Maggiore, südlich von Siena, ein Ölgemälde für das Refektorium zu schaffen: das „Letzte Abendmahl Christi“ (1948). Durch diese Werke wurde Dinetto außerhalb des Venetos in weiteren Regionen Italiens bekannt.
1948 nahm er an der Ausstellung im „Tempio di Padova“ teil. Er verließ Italien, um in Uruguay an Fresken „Gloria de San José“ in der Kuppel der Catedral Basílica de San José de Mayo zu arbeiten; diese Auftragsarbeit dauerte vier Jahre lang. Von 1955 bis 1960 übernahm er den Lehrstuhl Malen und Zeichnen am „Instituto de Bellas Artes S. Francisco“ von Montevideo. Bis heute unterrichtet Lino Dinetto einmal pro Jahr Kunststudenten in Montevideo.
Nach einer intensiven Auseinandersetzung mit dem Kubismus und dem Konstruktivismus des uruguayischen Malers Joaquín Torres García (1874–1949) begann er, sich der informellen Kunst zu öffnen und wurde Teil der damaligen uruguayischen Spielart der abstrakten Kunst.
Mit der Serie „I Porti“ gewann er sowohl 1955 als auch 1957 den ersten Preis im „Salon Nacional de Montevideo“ und ergänzte die Serie mit „Il Cosmo“, welche ihm 1959 den „Gran Premio de Punta del Est“ einbrachte. Im gleichen Jahr veranstaltete man ihm zu Ehren eine große Ausstellung im Museu de Arte Moderna de São Paulo in Brasilien, 1961 noch einmal die Comision Nacional de Bellas Artes in Uruguay. 1957 nahm er an der vierten Biennale von São Paulo teil.
1960 kehrte er nach Italien zurück, widmete sich wieder verstärkt der Wand- und Glasmalerei, bereiste Frankreich, Jugoslawien und Spanien und nahm an der Ausstellung Junge Italienische Malerei bei der Biennale von Venedig teil. Es folgten zahlreiche regionale Auszeichnungen.
Im Jahre 1963 schuf er die „Klostergeschichten“ in Santa Maria in Campis in Foligno, 1964 vervollständigte er im Auftrag von Fürst Rainier von Monaco den Fensterzyklus für eine neue Kirche in Monte Carlo.
Lino Dinetto lernte im Laufe seines Lebens sehr viele Künstlerpersönlichkeiten kennen, wie Pablo Picasso, Wassily Kandinsky, Marc Chagall, Giorgio de Chirico, Salvador Dalí, Joan Miró.

## Zum Werk
Seine Sensibilität für die Welt der Kunst und sein überragendes Talent machten ihn nicht nur in Italien, sondern auch in Übersee berühmt. In seinen Werken existiert weder eine 'Erste' noch eine 'Dritte' Welt, weder Böses noch Gewalt, Groteskes sucht man ebenso vergebens wie Provokation, Pornographie oder Grausames. Seine Bilder spiegeln eine Welt der Utopien, der Wünsche und des verzerrten Lichtes wider. In seinen „Paesaggi“ (Landschaften) kreiert er sagenhafte Harmonien, verwunschene Orte, verborgene Sehnsüchte und Hoffnungen.
Seine Farbpalette ist meist heiter, es sind vor allem freundliche und lebensbejahende Farben. Die Farbe Blau findet man in fast allen seinen Bildern, für ihn ein Symbol für Wohlbehagen und Ruhe.
Drei immer wiederkehrende Motive durchziehen Lino Dinettos Gesamtkunstwerk: Die 'Frau', Veduten von 'Venedig' und unterschiedlich interpretierte Szenen aus der 'Passion Christi'. Seine Frauengestalten sind meist nackt oder nur spärlich bekleidet. Sie verkörpern eine lässige Eleganz, ihre Haltung ist stolz und ihr Blick, respektive ihre Gesichtszüge, sind weich und seidig. Trotz ihrer Nacktheit rutschen die Frauendarstellungen nie ins Frivole oder in die Doppeldeutigkeit ab.
Ein Erkennungsmerkmal seiner Werke sind auch die großen, originalen antiken Holzrahmen aus dem 13., 14. und 15. Jahrhundert, mit denen Lino Dinetto seine Kunstwerke rahmt. Das Zwischenspiel zwischen 'äußerlichem Alter' und 'innerlicher Neuheit' verleiht seinen Bildern einen enormen Spannungsbogen und lässt trotz dieser gewaltigen Unterschiede das Bild als Einheit erscheinen.
Dinettos Werke sind größtenteils in Privatbesitz, er lebt und arbeitet in seinem Atelier in der italienischen Provinz Vicenza. Zu seinem 85. Geburtstag wurde ihm zu Ehren 2012 die Ausstellung Omaggio a Dinetto in Santa Lucia di Piave ausgerichtet.